# Jim Ware
James Edward "Jim" Ware (nacido el 2 de mayo de 1944 en Natchez, Misisipi y fallecido el 1 de enero de 1986) fue un jugador de baloncesto estadounidense que disputó dos temporadas en la NBA, otra en la ABA, y el resto de su carrera en la EBA. Con 2,01 metros de estatura, jugaba en la posición de ala-pívot.

## Trayectoria deportiva

### Universidad
Jugó durante tres temporadas con los Stars de la Universidad de Oklahoma City, en las que promedió 13,5 puntos y 13,5 rebotes por partido. En 1966 lideró la División I de la NCAA en rebotes, promediando 20,2 por encuentro.

### Profesional
Fue elegido en la vigésimo sexta posición del Draft de la NBA de 1966 por Cincinnati Royals, donde jugó una temporada, siendo uno de los últimos hombres del banquillo, promediando 2,1 puntos y 2,1 rebotes por partido.
Al año siguiente se celebró un Draft de Expansión por la llegada de nuevos equipos a la liga, siendo adjudicado a los San Diego Rockets, donde jugó una temporada, promediando 2,4 puntos y 2,6 rebotes por partido.
En 1968 comenzó la temporada en los Dallas Chaparrals de la ABA, pero únicamente disputó un partido, marchándose a jugar a la EPBL (posteriormente EBA) donde jugó cinco temporadas antes de retirarse definitivamente.

## Estadísticas de su carrera en la NBA y la ABA

### Temporada regular
| Temporada | Edad | Equipo            | Liga  | P  | TIT | MIN  | TC  | TCA | %TC  | 3P  | 3PA | %3P | TL  | TLA | %TL  | R.OF. | R.DEF. | REB | ASIS | ROB | TAP | PER | FP  | PTS |
| 1966-67   | 22   | Cincinnati Royals | NBA   | 33 |     | 6.1  | 0.9 | 2.9 | .309 |     |     |     | 0.3 | 0.5 | .588 |       |        | 2.1 | 0.2  |     |     |     | 1.1 | 2.1 |
| 1967-68   | 23   | San Diego Rockets | NBA   | 30 |     | 7.6  | 0.8 | 3.2 | .258 |     |     |     | 0.8 | 1.1 | .676 |       |        | 2.6 | 0.2  |     |     |     | 0.9 | 2.4 |
| 1968-69   | 24   | Dallas Chaparrals | ABA   | 1  |     | 15.0 | 3.0 | 4.0 | .750 | 0.0 | 0.0 |     | 1.0 | 2.0 | .500 | 2.0   | 5.0    | 7.0 | 1.0  |     |     | 1.0 | 4.0 | 7.0 |
| Total     |      |                   | TOTAL | 64 |     | 6.9  | 0.9 | 3.1 | .293 | 0.0 | 0.0 |     | 0.5 | 0.8 | .642 | 2.0   | 5.0    | 2.4 | 0.2  |     |     | 1.0 | 1.0 | 2.3 |
|           |      |                   | NBA   | 63 |     | 6.8  | 0.9 | 3.1 | .284 |     |     |     | 0.5 | 0.8 | .647 |       |        | 2.3 | 0.2  |     |     |     | 1.0 | 2.3 |
|           |      |                   | ABA   | 1  |     | 15.0 | 3.0 | 4.0 | .750 | 0.0 | 0.0 |     | 1.0 | 2.0 | .500 | 2.0   | 5.0    | 7.0 | 1.0  |     |     | 1.0 | 4.0 | 7.0 |

### Playoffs
| Temporada | Edad | Equipo            | Liga | P | MIN | TCA | TC | 3PA | 3P | TLA | TL | R.OF. | REB | ASIS | ROB | TAP | PER | FP | PTS | %TC  | %3P | %FT | MIN | PTS | REB | AST |
| 1966-67   | 22   | Cincinnati Royals | NBA  | 3 | 13  | 5   | 13 |     |    | 0   | 0  |       | 2   | 0    |     |     |     | 1  | 10  | .385 |     |     | 4.3 | 3.3 | 0.7 | 0.0 |
| Total     |      |                   | NBA  | 3 | 13  | 5   | 13 |     |    | 0   | 0  |       | 2   | 0    |     |     |     | 1  | 10  | .385 |     |     | 4.3 | 3.3 | 0.7 | 0.0 |